# Petite Métropole
La Petite Métropole ( : Μικρή Μητρόπολη), anciennement l'église Saint-Eleuthérios (Άγιος Ελευθέριος) ou Panagía Gorgoepíkoos (Παναγία Γοργοεπίκοος, « Panagía qui accorde les demandes rapidement »), est une église de style byzantin située sur la place Mitropóleos, à côté de la cathédrale métropolitaine d’Athènes (la « Grande Métropole »).

## Historique et datation
L'église est construite sur les ruines d'un ancien temple dédié à la déesse Ilithyie. Plusieurs dates possibles pour sa construction ont été proposées par le passé, allant du IXe siècle sous le règne de l'impératrice Irène l'Athénienne jusqu'au XIIIe siècle,. Jusqu'à récemment, l'opinion commune parmi les chercheurs, en particulier en Grèce, l'attribuait à la période du mandat de Michel Choniatès en tant que métropolite d'Athènes, au début du XIIIe siècle. Cependant, la Petite Métropole diffère considérablement des autres églises byzantines datant de la même période et situées à Athènes, ainsi qu'ailleurs ; bien qu'elle suive le style typique d'église à croix-inscrite, elle est, de manière unique, presque entièrement construite en spolia provenant de bâtiments datant de période antérieure, allant de l'antiquité classique jusqu'au XIIe siècle voire au XIIIe siècle, ce qui exclut une date de construction antérieure. L'historien Bente Kiilerich souligne en outre que, lors de sa visite à Athènes en 1436, l'antiquaire Cyriaque d'Ancône mentionne une des inscriptions des spolia de l'église comme se trouvant au sein de l'agora antique d'Athènes, à savoir loin de son emplacement actuel. Cela suggère que l'église est construite postérieurement à 1436. Kiilerich suggère une date du début de la période ottomane pour l'église, peut-être liée à la prise de l'ancienne cathédrale de la ville - la Théotokos Athiniótissa située au sein du Parthénon - par les Ottomans et sa conversion en mosquée.
Initialement dédiée à la Panagía Gorgoepíkoos d'après une icône miraculeuse de la Vierge Marie qui y est abritée, elle prend le nom de « Petite Métropole » car elle se trouve au sein de la résidence du métropolite d'Athènes,. Après la guerre d'indépendance grecque, l'église est abandonnée. À partir de 1841, elle abrite la bibliothèque publique d'Athènes, jusqu'en 1863, date à laquelle elle est à nouveau dédiée en tant qu'église, d'abord au Christ-Sauveur, puis à Saint Éleuthérios,. En 1856, l'église est restaurée dans son état d'origine et les ajouts les plus récents, comme le clocher, sont supprimés.

## Description
L'église suit un plan typiquement byzantin, en croix-inscrite, avec une nef à trois bras dont le bras central est plus haut que les bras latéraux. Le dôme, de forme octogonale, est soutenu à l'origine par quatre colonnes, mais celles-ci sont remplacées au XIXe siècle par des piliers. Il s'agit d'une structure de petite taille, d'à peine 7,6 mètres de long et 12,2 mètres de large. Les murs sont construits exclusivement en spolia de marbre, comprenant une maçonnerie non décorée jusqu'à la hauteur des fenêtres, et comportant au total quatre-vingt-dix sculptures au-dessus de celles-ci ; cette caractéristique rend l'église unique parmi l'architecture sacrée byzantine. Contrairement à la pratique courante dans l'architecture byzantine contemporaine, aucune brique n'est utilisée, sauf pour le dôme. Son intérieur est à l'origine entièrement décoré de fresques, cependant une seule d'entre elles est conservée aujourd'hui : une image de la Panagía située au-dessus de l'abside de l'entrée.

## Galerie

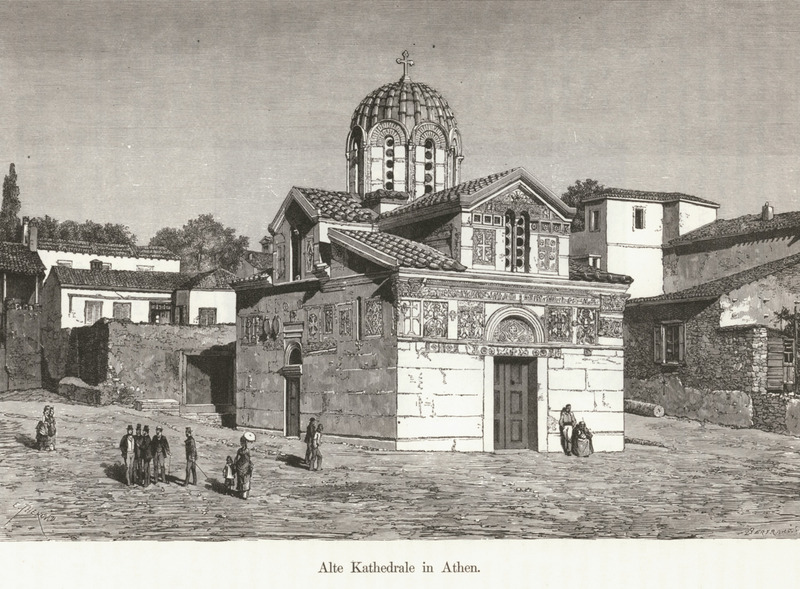
Croquis datant de 1887.
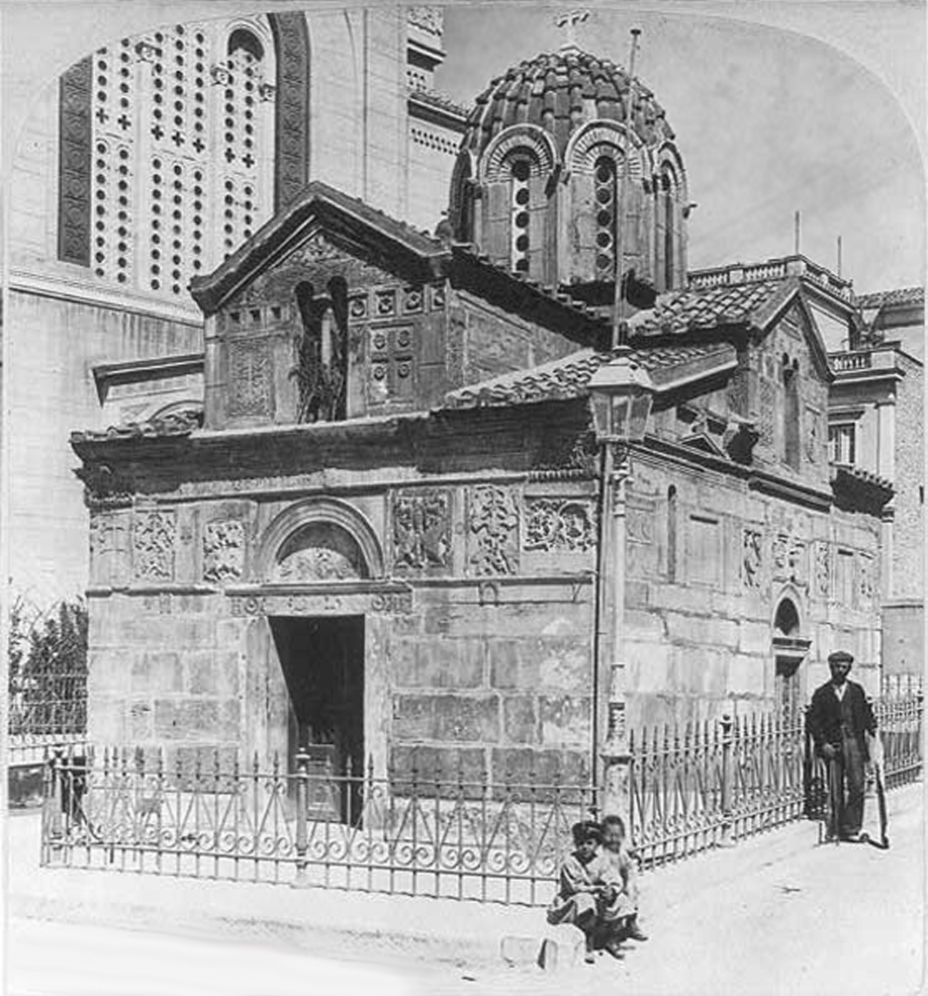
Photographie datant de 1901.
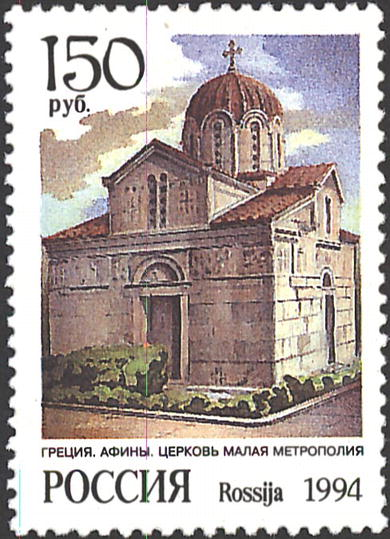
Représentation de l'église sur un timbre russe datant de 1994.
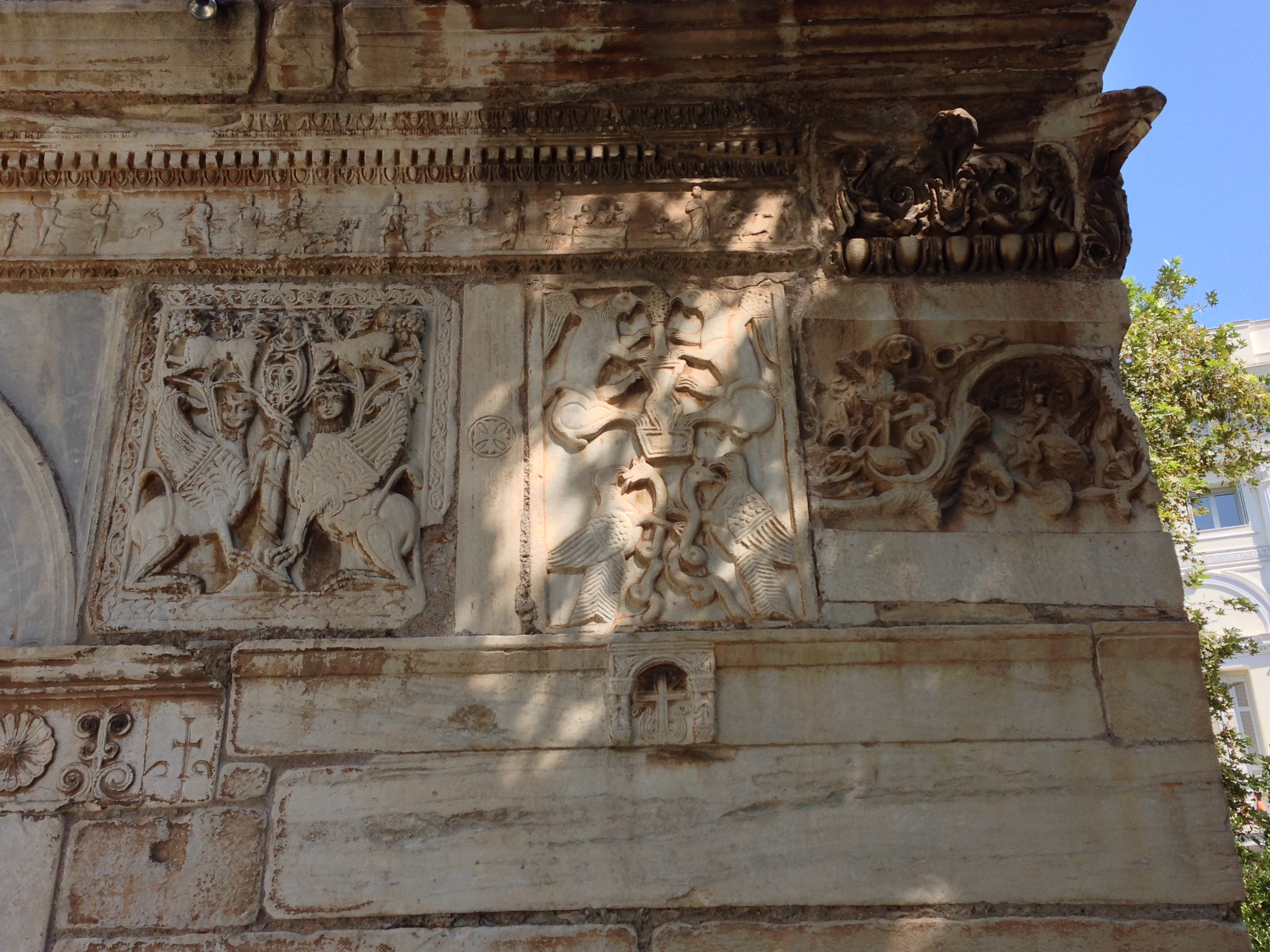
Détails des spolia.
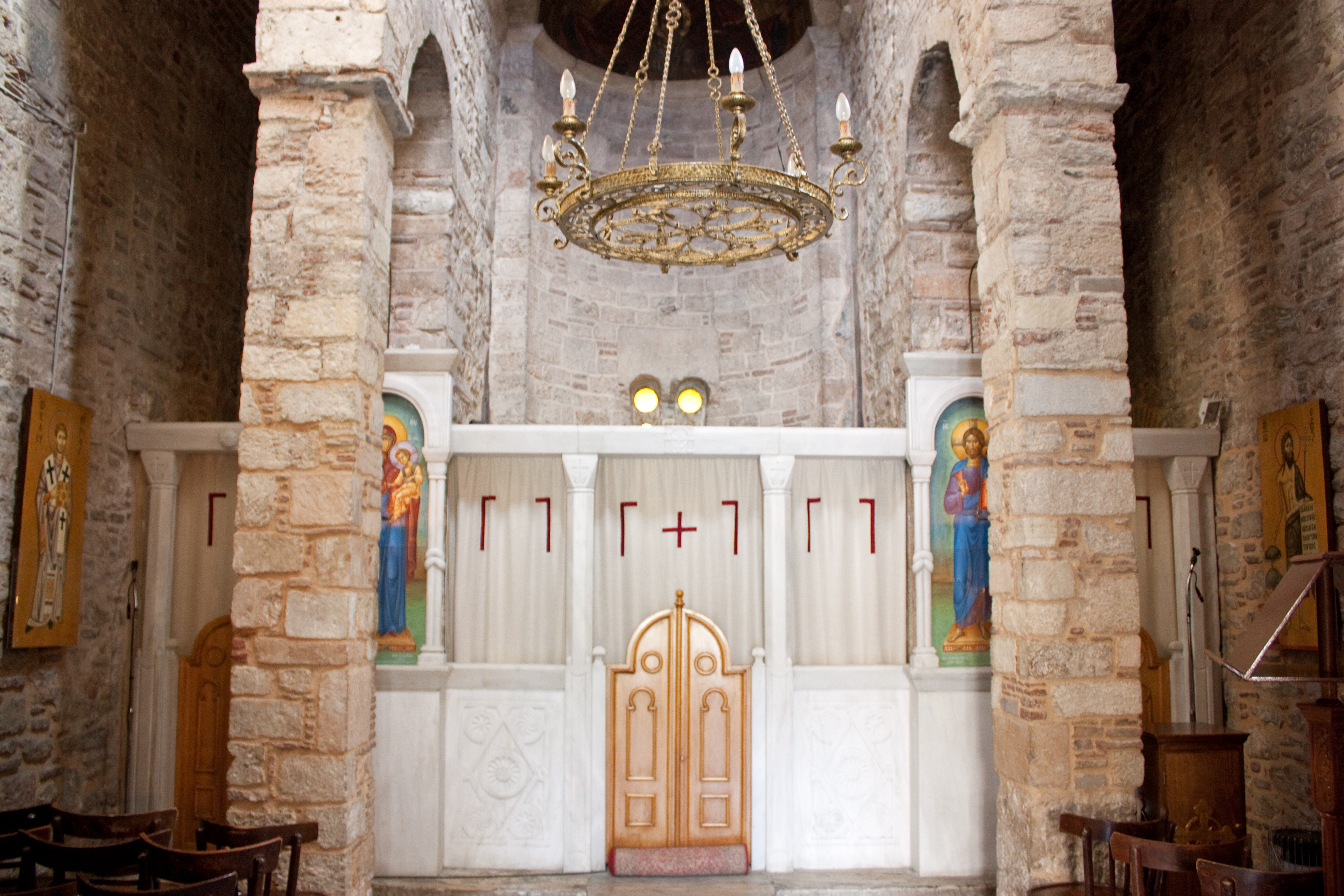
Vue intérieure.
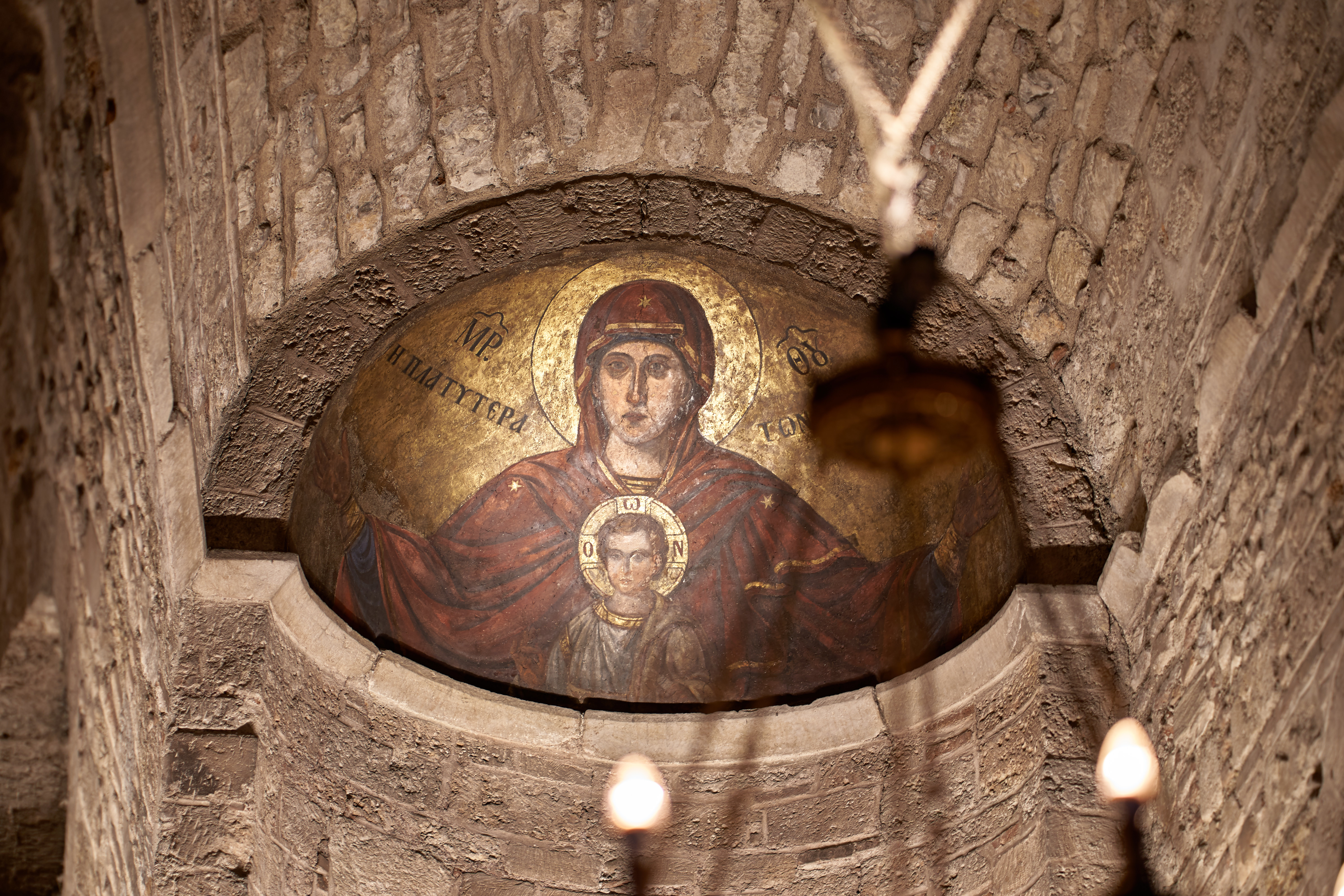
Représentation de la Panagía dans l'abside.